# Сен Жермен де Пре (абатство)
Бенедиктинското абатство на Сен Жермен де Пре, намиращо се малко зад края на ранносредновековния Париж, е мястото, където са погребани меровингските крале на Неустрия.
По онова време левият бряг на Сена в Париж често бива заливан при наводнения, така че на голяма част от земите по брега не може да се строи и абатството стои в средата на полетата (на френски: prés), което обяснява името.
Абатството е основано през VI век от сина на Хлодвиг I, Хилдеберт I (управлява от 511–558 г.). Под кралски патронаж, абатството става едно от най-богатите във Франция. В него се пази важен скрипториум през XI век и то остава интелектуален център на френската католическа църква до Френската революция. Експлозия на селитра в мазето изравнява абатството, а при огън през 1794 г. библиотеката е опустошена.
През 542 г., когато води война в Испания, Хилдеберг прекратява обсадата на Сарагоса след като разбира, че жителите на града са се поставили под защитата на мъченика свети Викентий. В знак на благодарност епископът на Сарагоса подарява на Хилдеберг епитрахила на светеца. След завръщането на Хилдеберг в Париж, той се грижи за това да бъде построен дом на реликвата, посветена на светия кръст и свети Викентий, на място, което се вижда от кралския дворец.
През 558 г. църквата на свети Викентий е завършена и посветена на Жермен, епископ на Париж на 23 декември, деня, в който умира Хилдеберг. Край църквата е изграден манастир. Църквата е често опустошавана и подпалвана от норманите през IX век. Построена е отново през 1014 г. и посветена от папа Александър III на свети Жермен от Париж, канонизирания епископ на Париж и основния съветник на Хилдерих II. Голямата стена на Париж, построена по-късно, по време на управлението на Филип II не включва абатството, като по този начин населението му е оставено да се защитава само. Това води и до разделяне на абатстките притежания на две. Нова сграда за хранене е построена за манастира около 1239 г.
До края на XVII век абатството притежава повечето от земите на левия бряг, западно от днешния булевард Boulevard Saint-Michel и разполага с административа автономия в тях.
През XVII век квартал Сен Жермен е сред най-желаните на левия бряг. Маргарита Валоа притиска абата да ѝ дари земи на абатството. Тя построява дворец върху тях и дава тон за бъдещите промени на тази част от абатството.
В страничен параклис на църквата е разположена гробницата на философа Рене Декарт. Останките му (бедрена кост, тибия, фрагмент от фибула) почиват там от февруари 1819 г.
Тялото на Никола Боало (1636-1711) също е поставено в църквата през юли 1819 г.